# Industrial Acoustics Company
Industrial Acoustics Company  (abgekürzt IAC) ist ein US-amerikanischer Hersteller von Produkten zur Schallminderung sowie von Einrichtungen und Gebäuden zur Durchführung akustischer Prüfungen. IAC wurde 1949 in den USA durch Martin Hirschhorn gegründet, im Jahre 1958 wurde ein Zweigwerk in England in Betrieb genommen. Die deutsche Niederlassung, die IAC GmbH, wurde 1973 eröffnet.

## Geschichte
Nach seiner Ausbildung im Vereinigten Königreich reiste der deutsche Ingenieur Martin Hirschorn nach dem Zweiten Weltkrieg in die USA und gründete 1949 in New York das Unternehmen Industrial Acoustics Company (IAC). Fast 50 Jahre lang hat Hirschorn Lösungen entwickelt, die noch heute verwendet werden und den Lärm der alltäglichen Technologie, wie Gasturbinen, Lüftungsanlagen und Industriemaschinen verringern. 1998 verkaufte Hirschhorn nach seinem Rückzug in den Ruhestand das Unternehmen.
2000 übernahm man HM Akustik in Dänemark, einen Zulieferer für Schwingungsdämpfer. Die Isolierung der Maschinenanlagen und Gebäude kann den Körperschallpegel deutlich senken. Im Jahr 2002 wurde der Schalldämpferhersteller Boet-Stopson übernommen, ein französisches Unternehmen mit Niederlassungen in Spanien und Italien. Mit Produktions- und Lizenzvereinbarungen in Indien, im Nahen Osten und Osteuropa wurde der Einfluss des Unternehmens in diesen Regionen ausgedehnt. Die weitere Expansion erfolgte im Jahr 2008 mit der Übernahme von Colpro, Hauptsitz in Sydney, Australien. Im Jahr 2009 hat IAC den chinesischen Markt betreten.
2012 wurde die IAC von Investoren der AEA aufgekauft. GT Exhaust und Maxim Silex wurden beide Ende des Jahres 2012 dazu gekauft. Dadurch wurde weltweit ein starker Anteil am Abgasschalldämpfermarkt aufgenommen. AEA Investors hat sich aus dem Unternehmen 2016 zurückgezogen. Anfang 2016 wurde IAC Acoustics Inc., USA von der Firma Sound Seal übernommen. Alle anderen IAC-Standorte weltweit wurden von Greentec aus China übernommen.

## Unternehmen
Die IAC Gruppe beschäftigt mehr als 500 Menschen und ist weltweit in über 50 Ländern durch Niederlassungen oder Lizenznehmer tätig. Kerngebiet der Gruppe ist jedoch der europäische Markt, in welchem IAC flächendeckend vertreten ist.

### Standorte
- Australien, IAC Colpro Ltd.
- China, IAC China
- Dänemark, IAC Nordic A/S
- Deutschland, IAC GmbH in Niederkrüchten, 1973 gegründet
- Großbritannien, IAC Ltd.

### Schwerpunkte
- Fertigungsindustrie
- Architektur
- Studios[2]
- Medizin und Gesundheit[3]
- Gebäudeschallschutz
- Schallschutz für Bauausrüstung
- Gas-Turbinen Schallschutz
- Triebwerkteststände und Flugzeugteststände[4]
- Industrieschallschutz[5]
- Lärmschutz[6]
- Schallschutzeinhausungen[7]
- Akustische Testräume[8]
- Lüftungsschallschutz[9]
- Türen und Fenster[10][11]